# Бадија II (Ливорно)
Бадија II је насеље у Италији у округу Ливорно, региону Тоскана.
Према процени из 2011. у насељу је живело 26 становника. Насеље се налази на надморској висини од 49 м.